# 1737 Сєверний
1737 Сєверний (1737 Severny) — астероїд головного поясу, відкритий 13 жовтня 1966 року.
Тіссеранів параметр щодо Юпітера — 3,227.